# Tuberculum articulare ossis temporalis

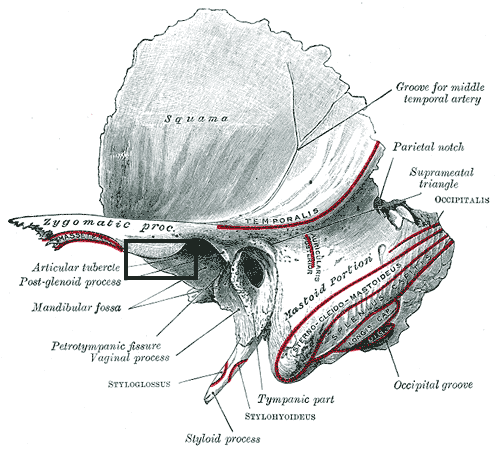
Bal halántékcsont (os temporale) külső felszíne (a fekete téglalap jelöli a dudort)

A squama temporalis külső felszínének a hátsó végénél az elülső alapja folytatódik az alsóbb szegéllyel, ami rövid, de durva és erős, majd befelé halad, ahol egy kerekded kiemelkedésben végződik, ami a tuberculum articulare ossis temporalis (ez egy dudor). A dudor képezi a fossa mandibularis számára a határvonalat és a friss állományban porcok fedik.